# La Paz (Estado de México)
La Paz è un comune del Messico, situato nello stato di Messico, il cui capoluogo è la località di Los Reyes Acaquilpan.
Conta 293.725 abitanti (2015) e ha una estensione di 26,71 km².